# سیارک ۵۵۰۴
سیارک ۵۵۰۴ (به انگلیسی: 5504 Lanzerotti، نامگذاری:1985FC2) پنج هزار و پانصد و چهارمین سیارک کشف شده‌است که در ۲۲ مارس ۱۹۸۵ کشف شد.
قدر مطلق سیارک برابر ۱۲٫۸۰ است.